# Municipio de Waskish
El municipio de Waskish (en inglés: Waskish Township) es un municipio ubicado en el condado de Beltrami en el estado estadounidense de Minnesota. En el año 2010 tenía una población de 118 habitantes y una densidad poblacional de 0,63 personas por km².

## Geografía
El municipio de Waskish se encuentra ubicado en las coordenadas 48°10′57″N 94°29′39″O / 48.18250, -94.49417. Según la Oficina del Censo de los Estados Unidos, el municipio tiene una superficie total de 186.47 km², de la cual 168,81 km² corresponden a tierra firme y (9,47 %) 17,66 km² es agua.

## Demografía
Según el censo de 2010, había 118 personas residiendo en el municipio de Waskish. La densidad de población era de 0,63 hab./km². De los 118 habitantes, el municipio de Waskish estaba compuesto por el 99,15 % blancos y el 0,85 % eran de una mezcla de razas. Del total de la población el 0 % eran hispanos o latinos de cualquier raza.